# Honda Life Dunk
Honda Life Dunk – samochód osobowy typu kei-car, zadebiutował na Yokohama Motor Show w 2000 roku. Produkcja rozpoczęła się w 2000 roku w Tokio, a zakończyła się w 2004 roku. Następcą został model That’s.

## Dane techniczne
Źródło:

### Silnik
- R3 0,7 l (656 cm³), 2 zawory na cylinder, SOHC, turbo
- Układ zasilania: wtrysk
- Średnica cylindra × skok tłoka: 66,00 mm × 64,00 mm
- Stopień sprężania: 8,5:1
- Moc maksymalna: 64 KM (47 kW) przy 6000 obr./min
- Maksymalny moment obrotowy: 93 N•m przy 4000 obr./min

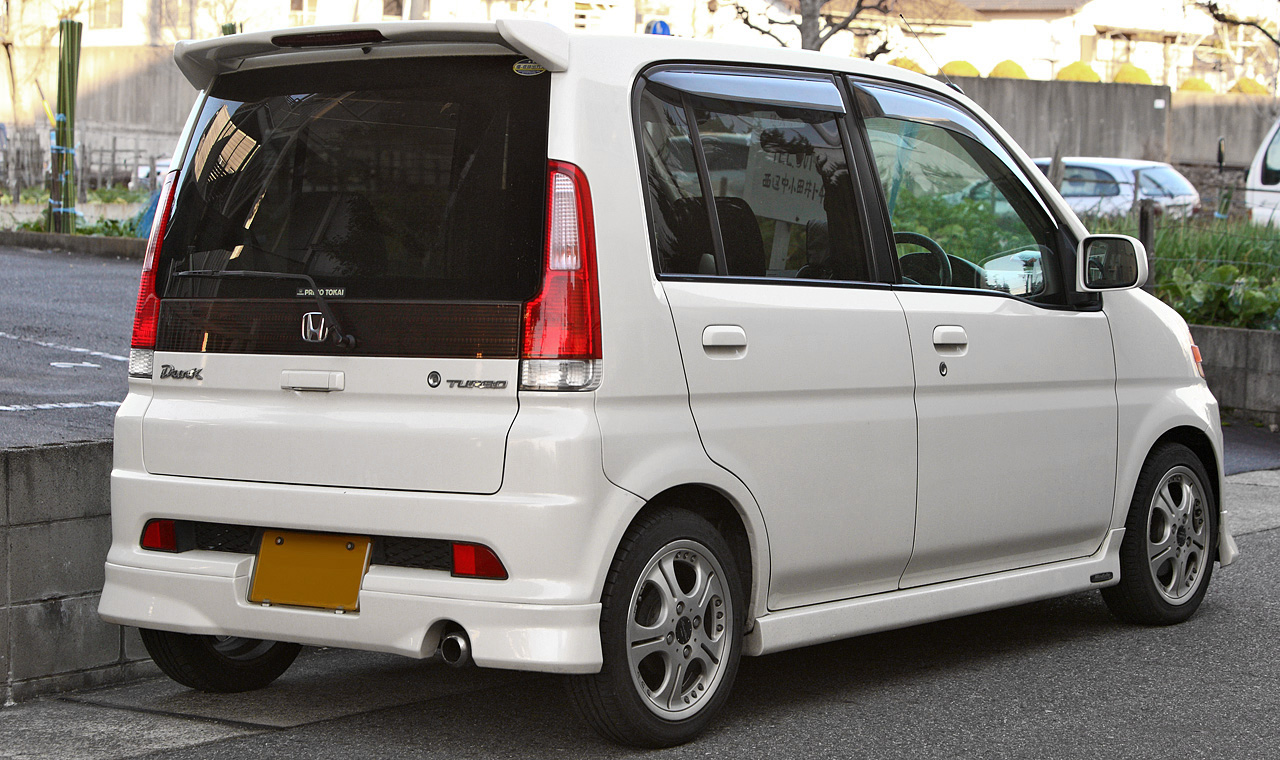
Tył Hondy Life Dunk